# I'm In Love (I Wanna Do It)
«I'm in Love (I Wanna Do It)» —en español: «Estoy en el amor (Yo quiero hacerlo)»—, es una canción del disc jockey italiano, Alex Gaudino, con la colaboración de la cantante estadounidense, Maxine Ashley, incluido en el álbum de Gaudino, Magnificent. Fue lanzado el 19 de septiembre de 2010, como descarga digital a través de iTunes. La canción alcanzó el número 10 en los Países Bajos y en el Reino Unido y llegó al número uno en el Hot Dance Airplay de Billboard, en octubre de 2010.

## Lista de canciones
| Descarga digital |                                                         |          |  |
| N.º              | Título                                                  | Duración |  |
| 1.               | «I'm in Love (I Wanna Do It)» (Vocal Edit)              | 2:51     |  |
| 2.               | «I'm in Love (I Wanna Do It)» (Vocal Club Mix)          | 8:05     |  |
| 3.               | «I'm in Love (I Wanna Do It)» (Original Extended)       | 7:27     |  |
| 4.               | «I'm in Love (I Wanna Do It)» (Wideboys Remix)          | 7:13     |  |
| 5.               | «I'm in Love (I Wanna Do It)» (Kurd Maverick Remix)     | 7:42     |  |
| 6.               | «I'm in Love (I Wanna Do It)» (Jupiter Ace Vocal Remix) | 4:42     |  |

## Posicionamiento en listas
| Chart (2010)                                      | Peak position |
| ------------------------------------------------- | ------------- |
| Bélgica (Flandes) (Ultratop 50)                   | 25            |
| Bélgica (Valonia) (Ultratip Bubbling Under)       | 6             |
| Países Bajos (Dutch Top 40)                       | 10            |
| Polonia (Dance Top 50)                            | 22            |
| Escocia (Scottish Singles Sales Chart)            | 7             |
| Eslovaquia (Rádio Top 100)                        | 52            |
| Reino Unido (UK Dance Chart)                      | 2             |
| Reino Unido (UK Singles Chart)                    | 10            |
| Estados Unidos (Hot Dance Club Songs ''Billboard) | 41            |
| Estados Unidos (Hot Dance Airplay Billboard)      | 1             |